# Krymśke (obwód doniecki)
Krymśke (ukr. Кримське) – osiedle na Ukrainie, w obwodzie donieckim, w rejonie bachmuckim, w hromadzie Torećk. W 2001 liczyło 59 mieszkańców.